# ルーベン・ガブリエル
ルーベン・ガブリエル（Reuben Gabriel 、1990年9月25日 - ）は、ナイジェリア・カドゥナ出身のプロサッカー選手。サッカーナイジェリア代表。ポジションはMF。

## 来歴

### クラブ
地元クラブのカドゥナ・ユナイテッドFCでプロデビュー。カノ・ピラーズFC在籍中の2012年10月にはリーグMVPと代表のMVPをダブル受賞した。
2013年4月2日、スコティッシュ・プレミアリーグのキルマーノックFCにフリーで加入。11月29日のスコティッシュ・カップ・ダンディー・ユナイテッドFC戦で加入後初出場を果たしたが、自身がPKを献上するなど2-5で敗れた。2013年11月には冬の移籍市場での退団を要望。クラブもこれを受け入れ2014年1月に退団した。
キルマーノック退団後、トッテナム・ホットスパーFCのトライアルに参加した。トッテナムとは契約に至らなかったが、1ヶ月後にベルギーのワースラント＝ベフェレンと一年半契約を結んだ。

### 代表
2010年3月、DRコンゴ代表戦でナイジェリア代表デビュー。
2013年にはアフリカネイションズカップに参加。チームは優勝したが、自身に出場機会は訪れなかった。
2014 FIFAワールドカップでは決勝トーナメントのフランス戦で、負傷したオジェニ・オナジに代わって途中出場した。

## 代表歴

### 出場大会
- ナイジェリア代表
  - 2014 FIFAワールドカップ

### 試合数
- 国際Aマッチ 13試合 0得点（2010年-2014年）[15]

| ナイジェリア代表 | 国際Aマッチ | 国際Aマッチ |
| 年               | 出場        | 得点        |
| ---------------- | ----------- | ----------- |
| 2010             | 1           | 0           |
| 2011             | 0           | 0           |
| 2012             | 9           | 0           |
| 2013             | 0           | 0           |
| 2014             | 3           | 0           |
| 通算             | 13          | 0           |